# Žirgų ragas
Žirgų ragas, nebo také Arklių ragas či dříve Pferdehaken či Birschtwinsches Eck, lze do češtiny přeložit jako Koňský mys nebo Koňský roh, je mys a malý poloostrov ve východní části Kuršské kosy v Kuršském zálivu Baltského moře ve vesnici Pervalka v seniorátu Preila-Pervalka (Preilos-Pervalkos seniūnija) města/okresu Neringa v západní Litvě. Místo také leží naproti majáku v Pervalce, u mysu Birštvyno ragas a v přírodní rezervaci Karvaičių kraštovaizdžio draustinis v Národním parku Kuršská kosa v Klaipėdském kraji.

## Další informace
Na Žirgų ragas bývaly koňské pastviny, rybářské čluny. Ve středověku se místo používalo k táboření vojsk Livonského řádu a následnému překonávání Kušské laguny při vojenských taženích na hrad ve Ventė. Maják v Pervalce naproti mysu je postaven na umělém ostrově a je to jediný maják v celé Nerinze, který je postavený v moři . Žirgų ragas leží pod písečnou dunou Birštvyno kopa. Místo je celoročně volně přístupné a vede k němu cyklostezka a naučná stezka Aplink Žirgų ragą. Žirgų ragas je také populární vyhlídkou a je na něm umístěna informační tabule.

## Galerie

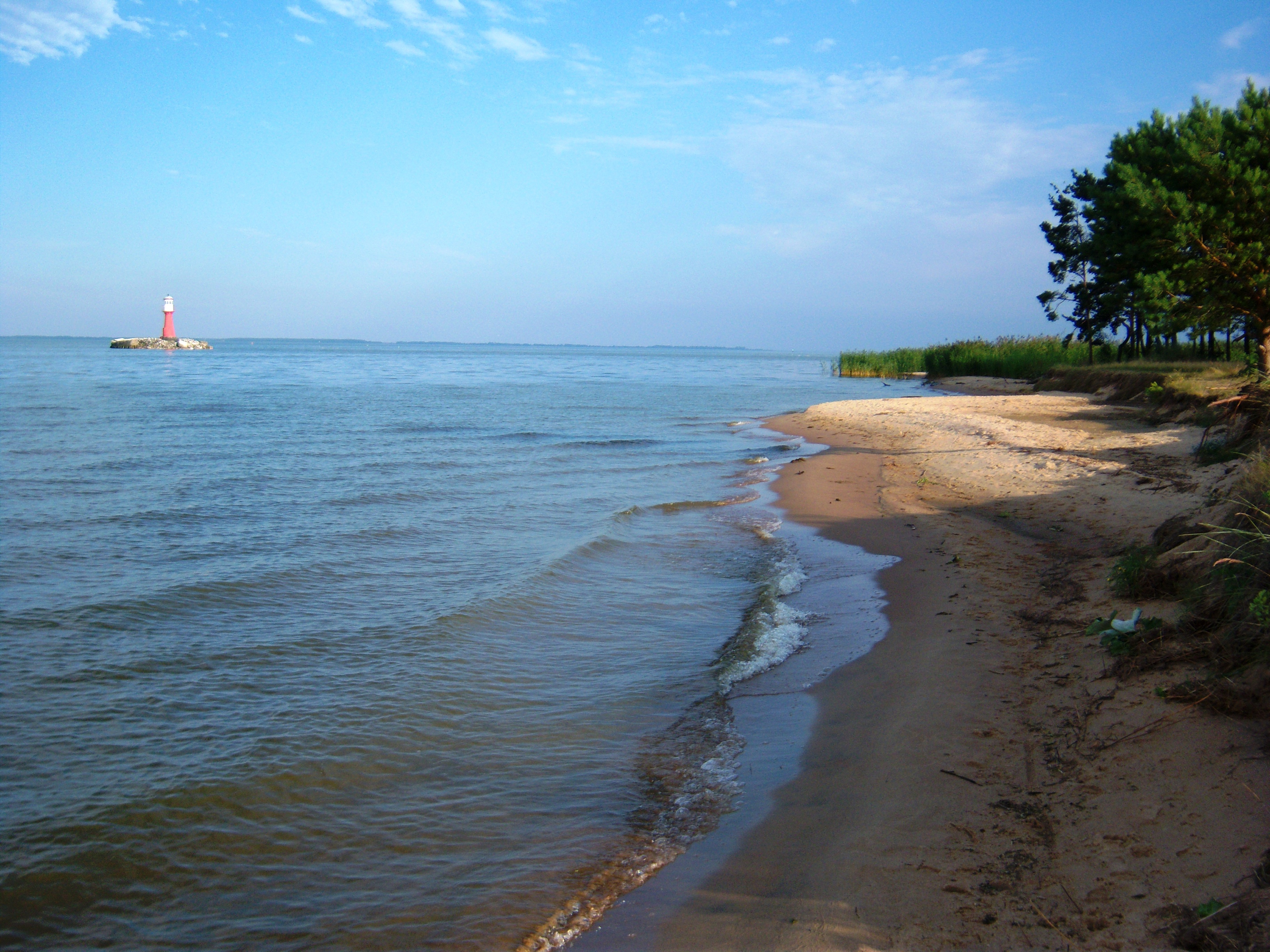
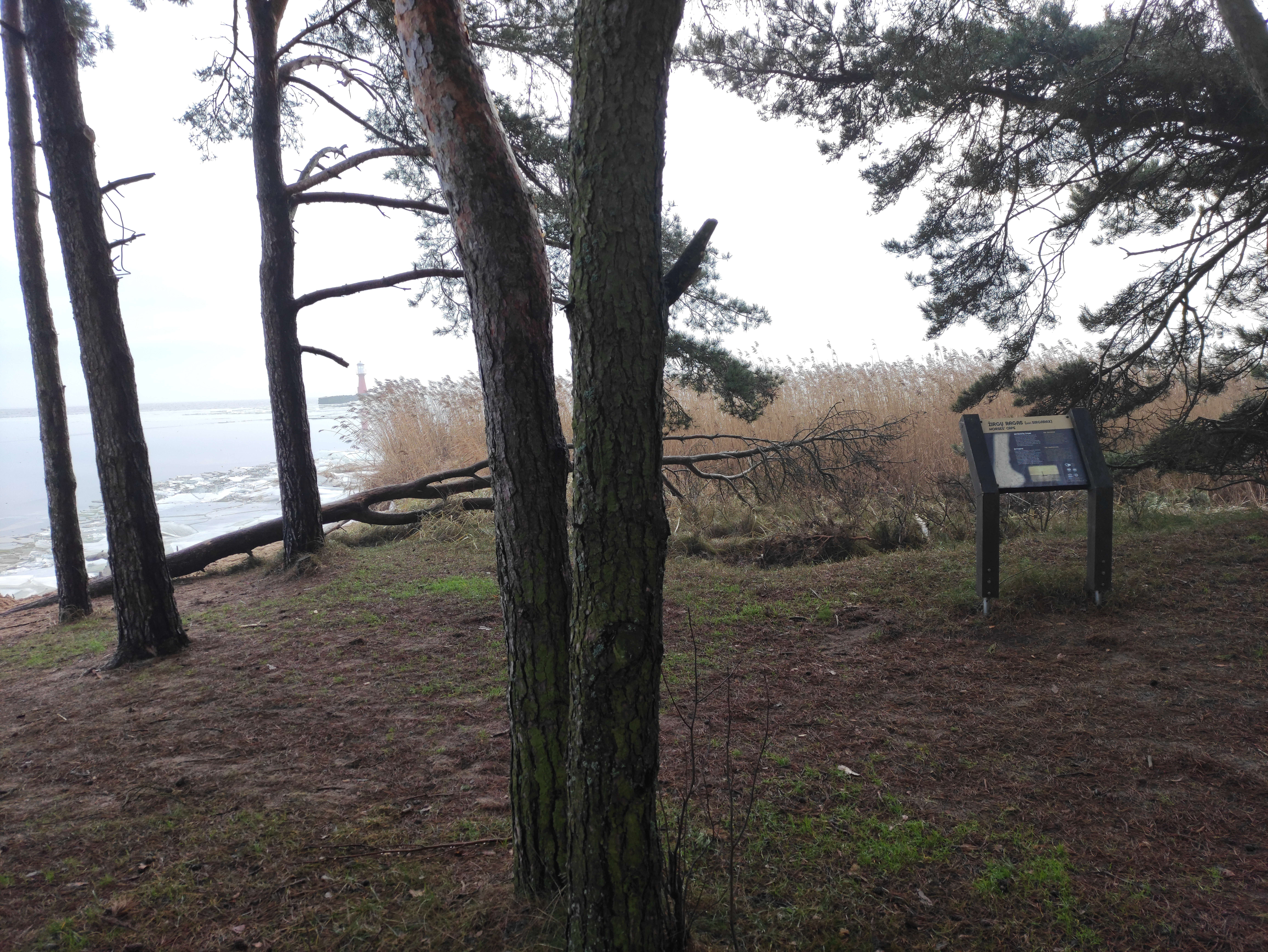
Informační panel na místě
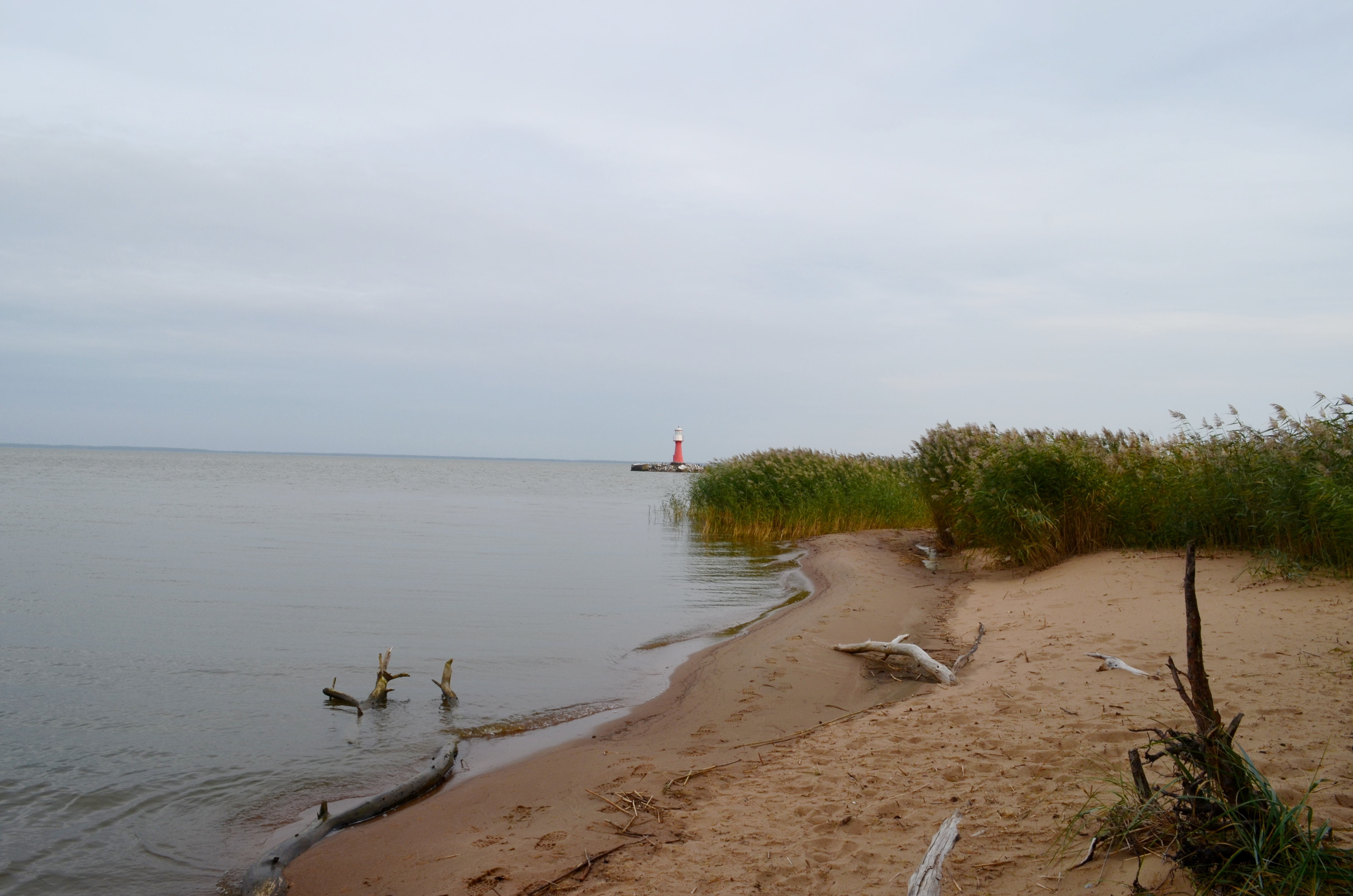
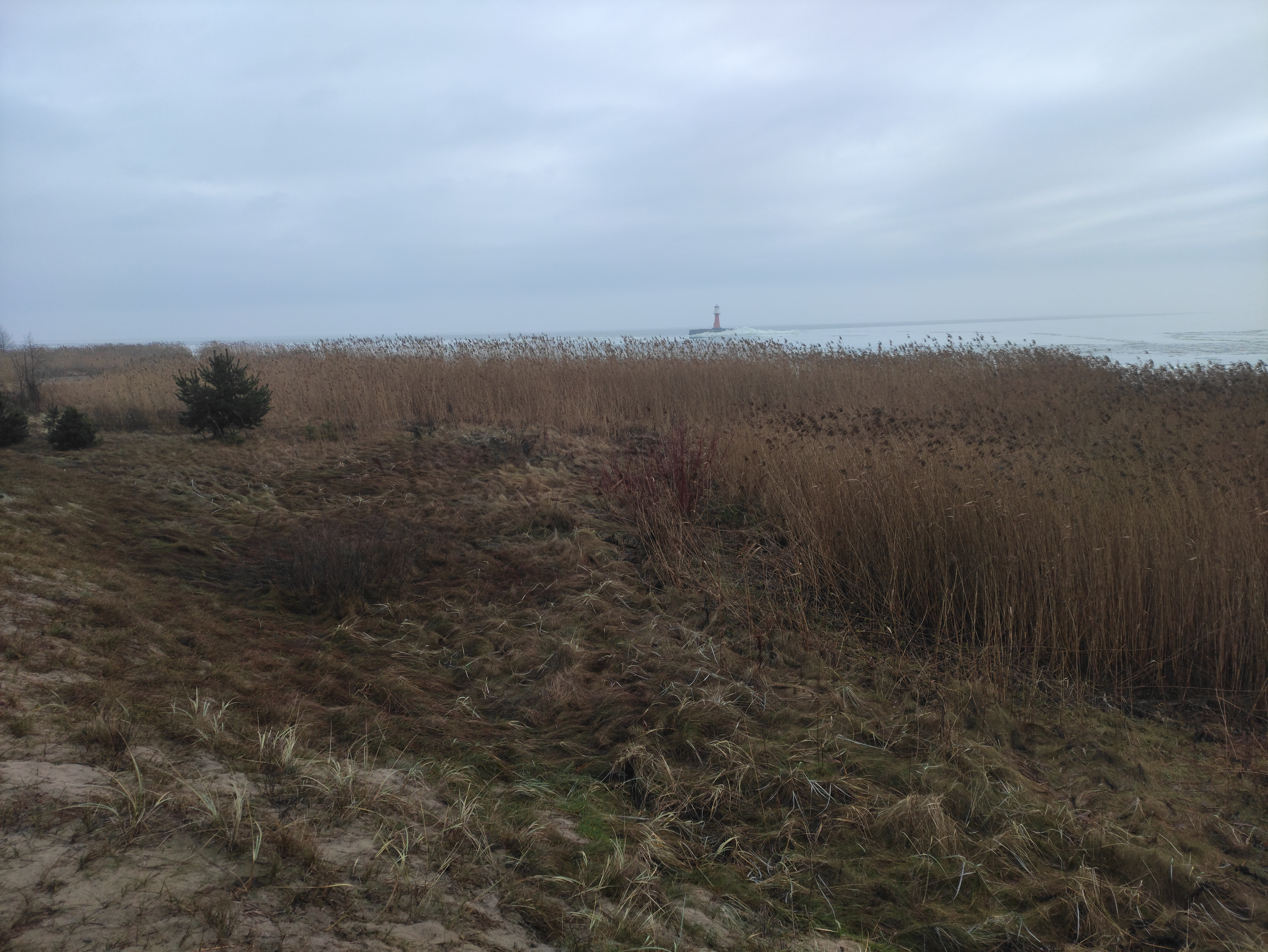
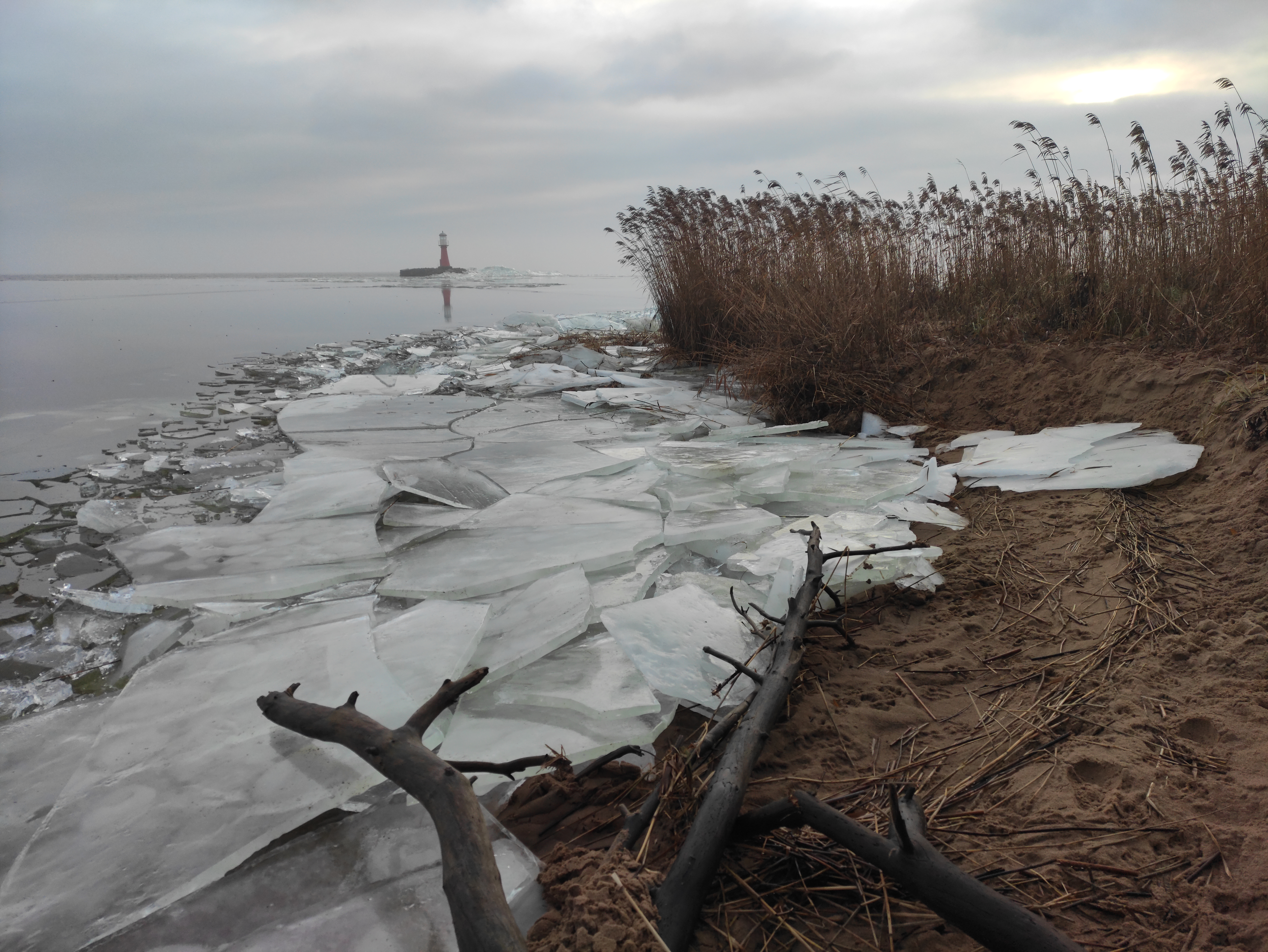
Zamrzlý Kuršský záliv
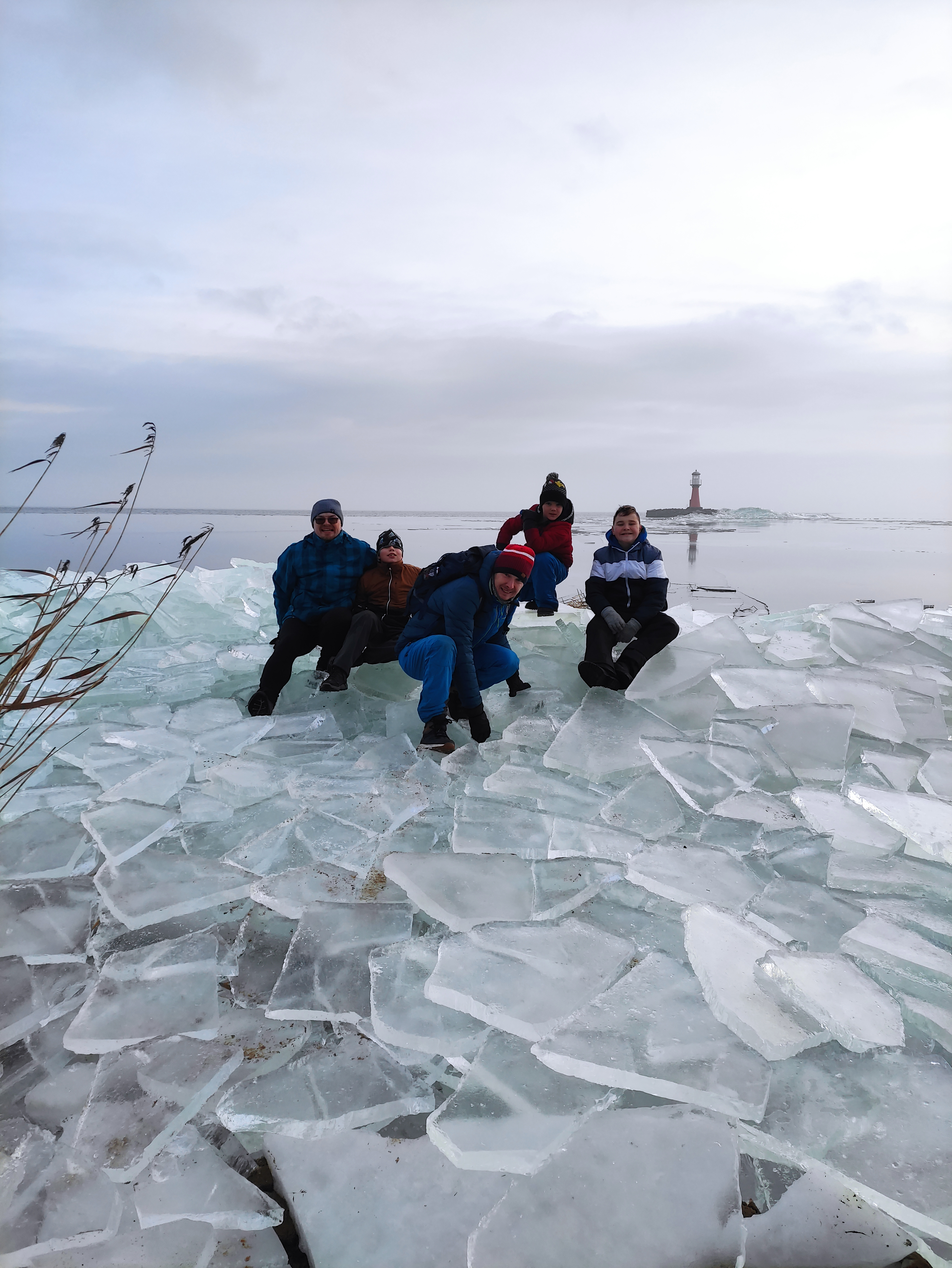
Zamrzlý Kuršský záliv